# Dichistius
Dichistius is een geslacht van straalvinnige vissen uit de familie van galjoenvissen (Dichistiidae). Het geslacht is voor het eerst wetenschappelijk beschreven in 1888 door Gill.

## Soorten
- Dichistius capensis (Cuvier, 1831)
- Dichistius multifasciatus (Pellegrin, 1914)